# Dépôt de La Plaine
Le dépôt de La Plaine est une ancienne installation de la Compagnie des chemins de fer du Nord située 17 rue du Bailly, à Saint-Denis, à quelques kilomètres de la gare de Paris-Nord, mise en service en 1874 à La Plaine Saint-Denis afin d'entretenir et de gérer les locomotives à vapeur de la Compagnie.
Lourdement bombardé pendant la Seconde Guerre mondiale, le dépôt fut reconstruit après-guerre et converti en un important dépôt d'entretien des locomotives diesel du réseau Nord de la Société nationale des chemins de fer français (SNCF), puis désaffecté dans les années 1990.
Les dernières voies du dépôt, encore utilisées pour le garage des matériels, ont été totalement fermées à la fin du service d'hiver 2003/2004. L'ensemble des installations est déferré entre mai 2004 et février 2005.
Il ne subsiste que les bâtiments en béton armé de l'entretien des machines, surnommées localement les Cathédrales du Rail.

## Le temps de la vapeur
Le dépôt assurait notamment la gestion des locomotives assurant le trafic des manœuvres des gares du secteur parisien du réseau du Nord, ainsi qu'un trafic de ligne avec des 140 Nord et des 230 D.
En 1939, le dépôt gérait 130 locomotives à vapeur au moyen d'un effectif de 1 180 agents.

## Les destructions de la Seconde Guerre mondiale
Dans la nuit du 20 au 21 avril 1944, les gares marchandises de La Chapelle et de La Plaine Saint-Denis firent l'objet d'un bombardement allié visant les installations ferroviaires de Paris-Nord.
Un ratissage systématique par une centaine d'avions anglais et américains provoqua, outre de nombreuses victimes dans le quartier, la destruction en quasi-totalité des bâtiments. Seuls subsistent, comme vestiges des premières installations, la maison du contremaître et l'emplacement du pont tournant. Un odonyme local (Place du 21-Avril-1944), inauguré en 2012, rappelle ces événements.
La reconstruction en dépôt mixte vapeur et diesel des installations est achevée en 1952, par les ingénieurs Séchaud et Metz.
L'atelier de levage est reconstruit sur les restes et selon les plans d'un atelier préexistant datant de 1920. Cet atelier se divise en trois bâtiments inégaux dont la structure générale est en poteaux de béton à remplissage de brique, chaque bâtiment étant couvert d'une voûte et d'une charpente en béton.

## La traction diesel
La transformation en dépôt « diesel » est devenue effective avec l'arrivée des locomotives A1AA1A 62000 (ex-040 DA) en 1950. Elle durera jusqu'en 1959, avec l'installation de lavages pour les machines de banlieue.
Outre la traction sur les grandes lignes non électrifiées, les machines du dépôt assuraient également celle de la ligne de Grande Ceinture avec les CC 65500 (ex-060 DA), de la ligne de Petite Ceinture et les manœuvres du triage du Bourget ainsi que des gares et embranchements particuliers de Paris et de sa banlieue.
Progressivement, le dépôt devint le centre de gros entretiens et de réparations des locomotives diesel affectées aux dépôts proches, du Bourget et de Bobigny, transformés à cette occasion en dépôts « mouvement » (les CC 65500 étaient aussi conduites par les agents des dépôts d'Achères, Trappes et, en fin de carrière, sur l'étoile Creil/Beauvais). Les fonctions d'entretien étaient assurées par le dépôt de La Plaine, dont l'activité « mouvement »  n'utilisait pas les CC 65500 car elle était orientée vers la traction des trains de fret sur la Petite Ceinture, sur la ligne de Saint-Ouen-les-Docks et celle des Grésillons, sur les lignes de Paris-Nord au Tréport et de Paris-Nord à Laon, ainsi que le train postal et la Flèche d'argent desservant Le Touquet et la ligne entre Ermont - Eaubonne et Argenteuil.

### Installations du dépôt diesel
Le dépôt était équipé de deux halls principaux : l'atelier de révision et l'atelier de petit entretien.
Le petit entretien était équipé de treize voies sur fosses, dont quatre munies de plates-formes permettant un accès aisé aux flancs et à la toiture des machines, et trois voies dotées d'un appareil permettant de déposer les essieux et leurs moteurs de traction, sans désolidariser les bogies de la caisse.
L'atelier de réparation, installé dans un vaste bâtiment de 80 m sur 23 m, avait notamment deux ponts roulants capables de lever 60 tonnes, et permettait d'assurer l'entretien simultané de quatre locomotives. Il comprenait également un chantier d'entretien des caisses permettant notamment de désolidariser les bogies des caisses et un chantier d'entretien des bogies. Le dépôt étant alimenté en courant force diphasé (comme le dépôt de La Chapelle), ces ponts roulants comportaient un groupe tournant convertisseur « Léonard » pour produire du courant continu aux différents moteurs de levage et de translation de ce pont, ces moteurs à courant continu permettant des manœuvres très précises et très souples.

### Locomotives et autorails en gérance
En 1965, le dépôt gérait :
- 1 Y 51100 ou Y 51200 ;
- 7 C 61000 (ex-030 DA) ;
- 35 A1AA1A 62000 ;
- 28 BB 63000 (ex-040 DE) ;
- 35 CC 64000 (ex-060 DA) ;
- 11 BB 66000 (ex-040 DG).

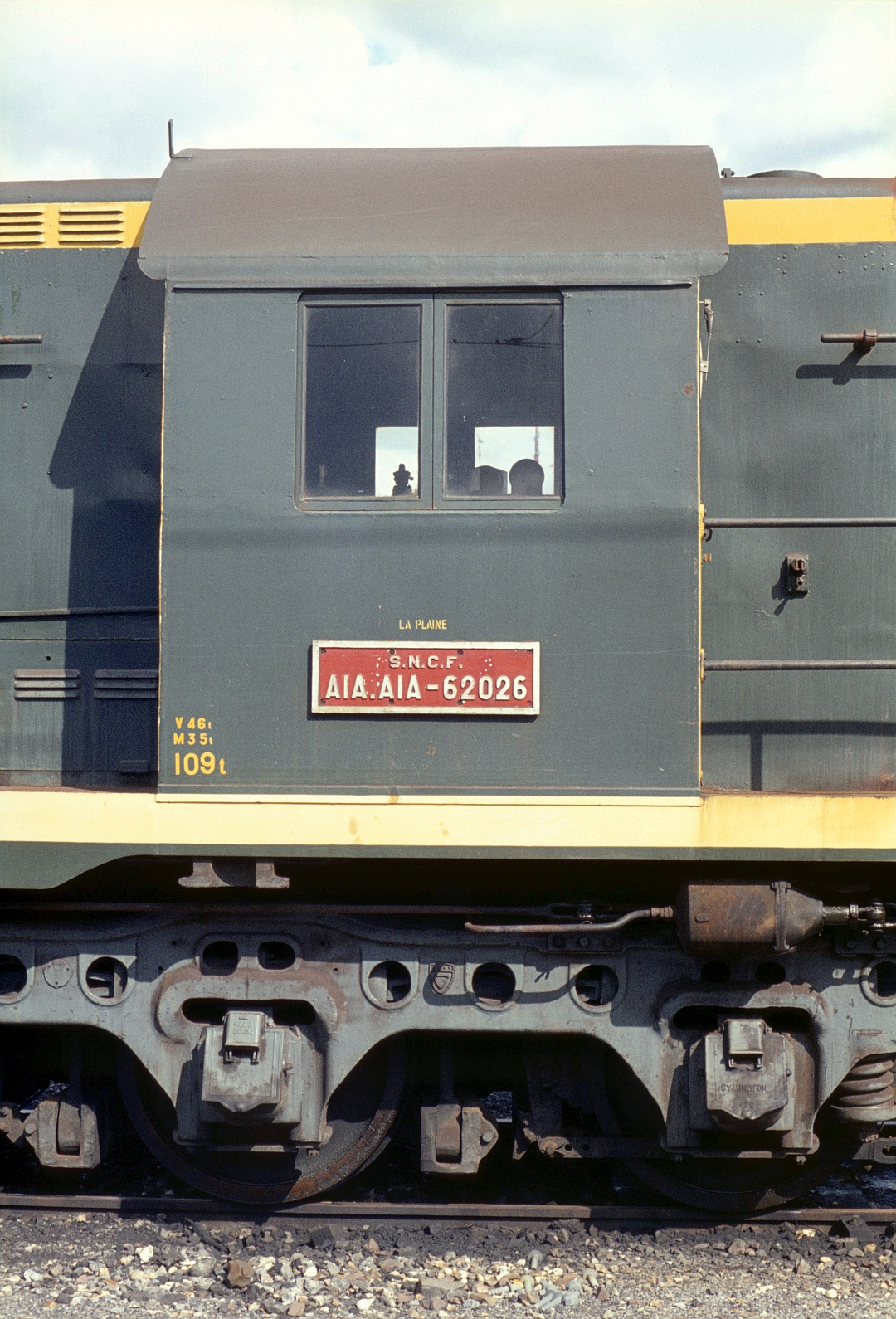
La locomotive A1A A1A 62026 en 1983, portant le marquage « La Plaine » au-dessus de sa plaque d'identification.

Au 1er janvier 1965, 580 cheminots y étaient affectés, dont 278 chargés de la conduite des locomotives et 192 pour les ateliers.
En 1966, y étaient affectées : 
- des CC 65500 (ex-CC 64000) ;
- des BB 63000 ;
- des A1AA1A 62000 ;
- et des C 61000 avec des trucks TC 61100.

En 1970, le dépôt avait en gérance :
- des CC 65500 ;
- des BB 63500 ;
- des BB 67400 ;
- des A1AA1A 62000 ;
- ainsi que les autorails X 2051 inox, X 2700 RGP1[4], X 3800[4] et l'autorail de commandement X 3215 (Renault ABJ3).

Entre le début et la fin des années 1980, le dépôt possède :
- des BB 66400

- des A1AA1A 68000.

## La fin du dépôt

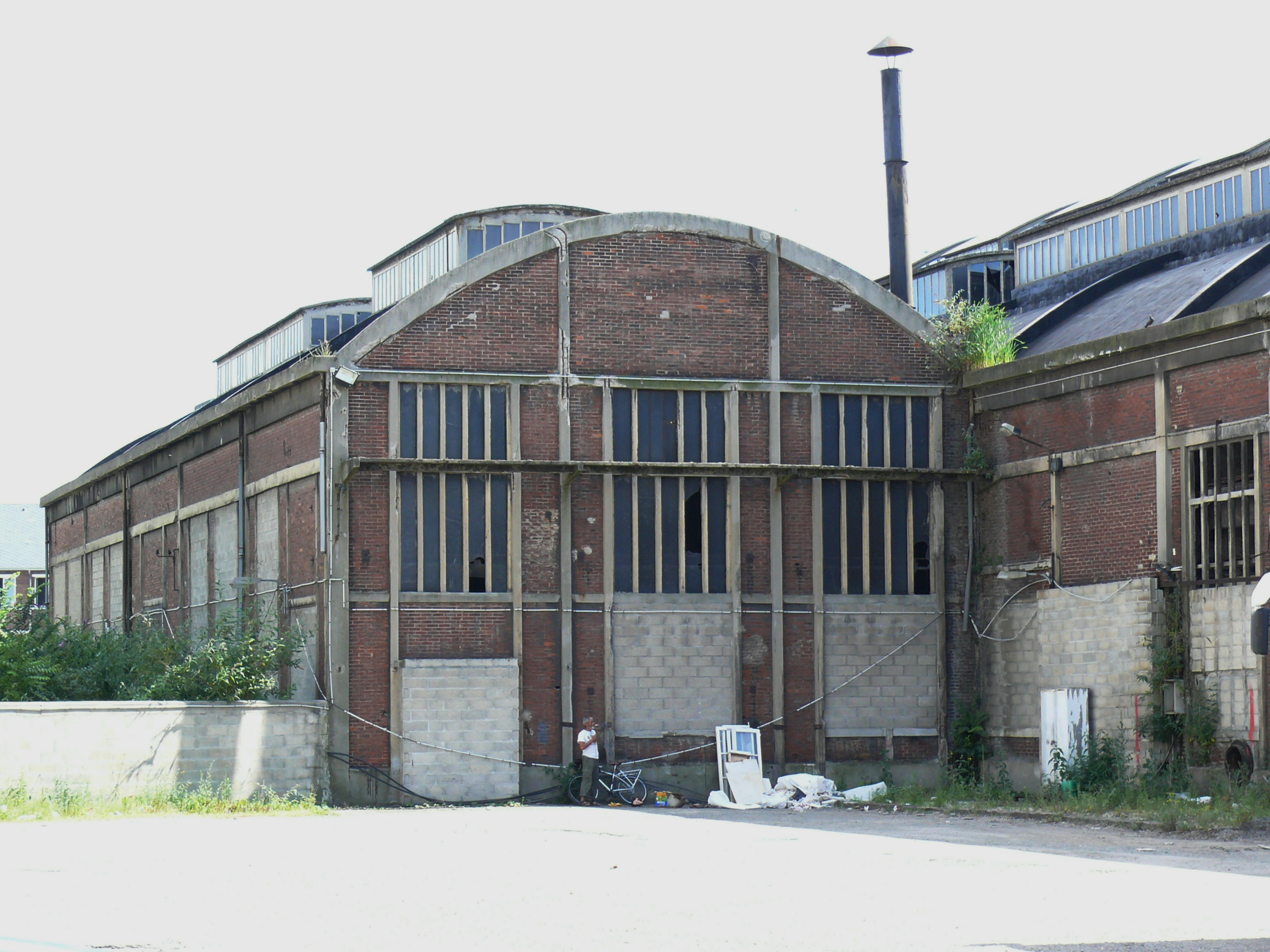
L'un des bâtiments préservés.

Les installations d'entretien des locomotives sont fermées en 1990.
Avant d'être complètement fermé, le dépôt de La Plaine ne comportant plus que la partie « conduite » est devenu une unité de production (UP) du dépôt de Bobigny (1991/1992) puis de celui du Bourget - Drancy à la fermeture de Bobigny. 
Le dépôt a gardé un roulement diesel et autorail sur la ligne de Petite Ceinture et les lignes Paris - Beauvais - Le Tréport et Paris - Laon jusqu'à la fin des années 1990, moment où la majorité des agents de conduite (ADC) a suivi une reconversion vers les machines électriques, et a intégré l'établissement traction du Bourget - Drancy.
Entre la fin des années 1990 et le début des années 2000, les bâtiments sont démolis, à l'exception des halls de l'atelier de levage et de l'atelier de réparation du petit matériel, dont les façades et les toitures sont inscrites comme monument historique depuis 2004, et les faisceaux de voies sont déferrés.
Le pont tournant du dépôt est démonté et transféré au Centre de la Mine et du Chemin de Fer (CMCF) à Oignies, association spécialisée dans la préservation et la restauration de matériels historiques du réseau Nord.